# Katorga

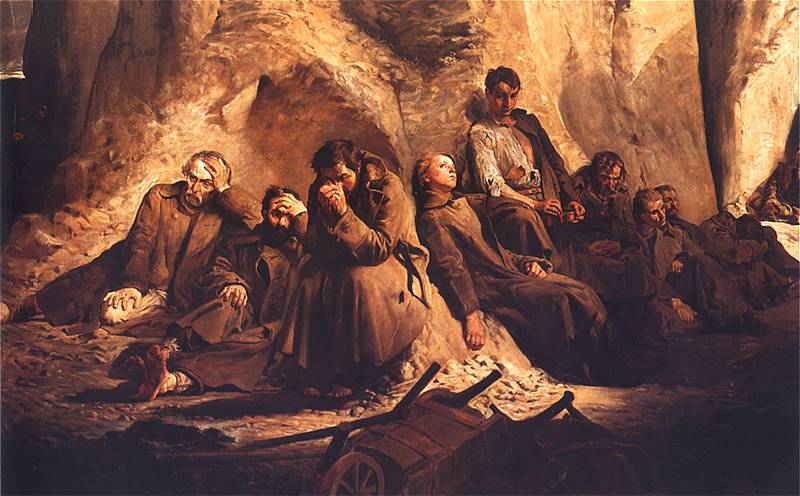
Niedziela w kopalni, obraz Jacka Malczewskiego

Katorga (ros. каторга, z gr. κάτεργον katergon „przymus”, w nawiązaniu do trójrzędowego wiosłowego okrętu, nazywany później galerą, którego wioślarzami byli skazańcy) – w potocznym rozumieniu: ciężka praca fizyczna, często ponad ludzkie siły.
W ujęciu historycznym: w carskiej Rosji to kara skazująca na ciężkie przymusowe roboty. Katorga była karą (połączoną z zesłaniem na odległe tereny Imperium – zwykle Syberię) stosowaną za poważne przestępstwa, w tym przestępstwa pospolite (tzw. kryminalne), aczkolwiek obecnie zwykle jest utożsamiana z karą dla osób represjonowanych z przyczyn politycznych, gdyż zgodnie z rosyjskim kodeksem karnym z 1847 roku, zesłanie i katorga były karami powszechnie wymierzanymi uczestnikom zrywów narodowościowych i wyzwoleńczych.
Po dojściu do władzy bolszewików katorgę zastąpiły deportacje i łagry.
Katorgą nazywali Polacy też samo zesłanie na Sybir, jakkolwiek termin ten odnosi się głównie do tych skazanych, którzy w rotach aresztanckich kierowani byli do pracy w kopalniach na dalekim wschodzie i północy Imperium Rosyjskiego. Katorżnicy otrzymywali różne wyroki, od lat kilku po dożywotnie.
Jednymi z tych, którym udało się wrócić, byli:
- Jan Franciszek Salinger z Warszawy, syn zesłańca Jakuba,
- dr Józef Antoni Beaupré – introduktor uprawy pszenicy w Daurii,
- Rufin Piotrowski – pamiętnikarz.